# Marennes (Roine)
Marennes és un municipi francès situat al departament del Roine i a la regió d'Alvèrnia-Roine-Alps. L'any 2007 tenia 1.615 habitants.

## Demografia

### Població
El 2007 la població de fet de Marennes era de 1.615 persones. Hi havia 548 famílies de les quals 84 eren unipersonals (36 homes vivint sols i 48 dones vivint soles), 148 parelles sense fills, 276 parelles amb fills i 40 famílies monoparentals amb fills.
La població ha evolucionat segons el següent gràfic:
Habitants censats

### Habitatges
El 2007 hi havia 593 habitatges, 558 eren l'habitatge principal de la família, 14 eren segones residències i 21 estaven desocupats. 528 eren cases i 59 eren apartaments. Dels 558 habitatges principals, 464 estaven ocupats pels seus propietaris, 81 estaven llogats i ocupats pels llogaters i 13 estaven cedits a títol gratuït; 3 tenien una cambra, 27 en tenien dues, 55 en tenien tres, 132 en tenien quatre i 341 en tenien cinc o més. 484 habitatges disposaven pel capbaix d'una plaça de pàrquing. A 157 habitatges hi havia un automòbil i a 366 n'hi havia dos o més.

### Piràmide de població
La piràmide de població per edats i sexe el 2009 era:
| Homes | Edats   | Dones |
| ----- | ------- | ----- |
| 0     | 95 o +  | 0     |
| 0     | 90 a 94 | 4     |
| 0     | 85 a 89 | 4     |
| 4     | 80 a 84 | 4     |
| 8     | 75 a 79 | 20    |
| 16    | 70 a 74 | 24    |
| 24    | 65 a 69 | 24    |
| 36    | 60 a 64 | 40    |
| 68    | 55 a 59 | 40    |
| 44    | 50 a 54 | 60    |
| 48    | 45 a 49 | 36    |
| 88    | 40 a 44 | 64    |
| 56    | 35 a 39 | 76    |
| 44    | 30 a 34 | 36    |
| 60    | 25 a 29 | 32    |
| 40    | 20 a 24 | 52    |
| 32    | 15 a 19 | 52    |
| 92    | 10 a 14 | 48    |
| 48    | 5 a 9   | 48    |
| 16    | 0 a 4   | 44    |

## Economia
El 2007 la població en edat de treballar era de 1.114 persones, 821 eren actives i 293 eren inactives. De les 821 persones actives 765 estaven ocupades (439 homes i 326 dones) i 56 estaven aturades (20 homes i 36 dones). De les 293 persones inactives 80 estaven jubilades, 132 estaven estudiant i 81 estaven classificades com a «altres inactius».

### Ingressos
El 2009 a Marennes hi havia 565 unitats fiscals que integraven 1.584,5 persones, la mediana anual d'ingressos fiscals per persona era de 23.576 €.

### Activitats econòmiques
Dels 96 establiments que hi havia el 2007, 3 eren d'empreses de fabricació de material elèctric, 1 d'una empresa de fabricació d'elements pel transport, 4 d'empreses de fabricació d'altres productes industrials, 22 d'empreses de construcció, 16 d'empreses de comerç i reparació d'automòbils, 15 d'empreses de transport, 3 d'empreses d'hostatgeria i restauració, 3 d'empreses d'informació i comunicació, 7 d'empreses financeres, 5 d'empreses immobiliàries, 12 d'empreses de serveis, 3 d'entitats de l'administració pública i 2 d'empreses classificades com a «altres activitats de serveis».
Dels 21 establiments de servei als particulars que hi havia el 2009, 2 eren tallers de reparació d'automòbils i de material agrícola, 4 paletes, 2 guixaires pintors, 1 fusteria, 5 lampisteries, 5 electricistes, 1 perruqueria i 1 saló de bellesa.
Dels 3 establiments comercials que hi havia el 2009, 1 era una botiga de menys de 120 m², 1 una botiga de roba i 1 una perfumeria.
L'any 2000 a Marennes hi havia 23 explotacions agrícoles que ocupaven un total de 578 hectàrees.

## Equipaments sanitaris i escolars
El 2009 hi havia 1 escola maternal i 1 escola elemental.

## Poblacions més properes
El següent diagrama mostra les poblacions més properes.